# Jonathan Lomax
Pour les articles homonymes, voir Lomax.

a Compétitions nationales et continentales officielles uniquement.

b Matchs officiels uniquement.
Jonathan Lomax dit Jonny Lomax, né le 4 septembre 1990 à Wigan, est un joueur de rugby à XIII anglais évoluant au poste d'ailier dans les années 2000 et 2010. En club, il a effectué toute sa carrière au sein du même club : le St Helens RLFC en Super League depuis 2009.

## Palmarès
- Collectif :
  - Vainqueur de la Super League : 2014, 2019, 2020, 2021 et 2022 (St Helens).
  - Vainqueur de la Challenge Cup : 2021 (St Helens).
  - Finaliste de la Coupe du monde : 2017 (Angleterre).
  - Finaliste de la Super League : 2009, 2010 et 2011 (St Helens).
  - Finaliste de la Challenge Cup : 2019 (St Helens).

- Individuel :
  - Albert Goldthorpe Medal : 2019 (St Helens).
  - Meilleur joueur de la finale de la Super League : 2022 (St Helens).
  - Nommé dans l'équipe type de Super League :  2018, 2020 et 2021 (St Helens).

### Détails en sélection
| Matchs internationaux de Jonathan Lomax avec l'Angleterre       | Matchs internationaux de Jonathan Lomax avec l'Angleterre | Matchs internationaux de Jonathan Lomax avec l'Angleterre | Matchs internationaux de Jonathan Lomax avec l'Angleterre | Matchs internationaux de Jonathan Lomax avec l'Angleterre | Matchs internationaux de Jonathan Lomax avec l'Angleterre | Matchs internationaux de Jonathan Lomax avec l'Angleterre | Matchs internationaux de Jonathan Lomax avec l'Angleterre | Matchs internationaux de Jonathan Lomax avec l'Angleterre | Matchs internationaux de Jonathan Lomax avec l'Angleterre | Matchs internationaux de Jonathan Lomax avec l'Angleterre | Matchs internationaux de Jonathan Lomax avec l'Angleterre |
|                                                                 | Date                                                      | Adversaire                                                | Résultat                                                  | Compétition                                               | Poste                                                     | Points                                                    | Essais                                                    | Pen.                                                      | Drops                                                     |                                                           |                                                           |
| --------------------------------------------------------------- | --------------------------------------------------------- | --------------------------------------------------------- | --------------------------------------------------------- | --------------------------------------------------------- | --------------------------------------------------------- | --------------------------------------------------------- | --------------------------------------------------------- | --------------------------------------------------------- | --------------------------------------------------------- | --------------------------------------------------------- | --------------------------------------------------------- |
| 1.                                                              | 22 octobre 2016                                           | France                                                    | 40-6                                                      | Amical                                                    | Arrière                                                   | 0                                                         | 0                                                         | -                                                         | -                                                         |                                                           |                                                           |
| 2.                                                              | 29 octobre 2016                                           | Nouvelle-Zélande                                          | 16-17                                                     | Quatre Nations                                            | Arrière                                                   | 0                                                         | 0                                                         | -                                                         | -                                                         |                                                           |                                                           |
| 3.                                                              | 5 novembre 2016                                           | Écosse                                                    | 38-12                                                     | Quatre Nations                                            | Arrière                                                   | 0                                                         | 0                                                         | -                                                         | -                                                         |                                                           |                                                           |
| 4.                                                              | 13 novembre 2016                                          | Australie                                                 | 18-36                                                     | Quatre Nations                                            | Arrière                                                   | 0                                                         | 0                                                         | -                                                         | -                                                         |                                                           |                                                           |
| 5.                                                              | 27 octobre 2017                                           | Australie                                                 | 4-18                                                      | Coupe du monde                                            | Arrière                                                   | 0                                                         | 0                                                         | -                                                         | -                                                         |                                                           |                                                           |
| 6.                                                              | 2 décembre 2017                                           | Australie                                                 | 0-6                                                       | Coupe du monde                                            | Remplaçant                                                | 0                                                         | 0                                                         | -                                                         | -                                                         |                                                           |                                                           |
| 7.                                                              | 24 juin 2018                                              | Nouvelle-Zélande                                          | 36-18                                                     | Amical                                                    | Demi d'ouverture                                          | 0                                                         | 0                                                         | -                                                         | -                                                         |                                                           |                                                           |
| 8.                                                              | 27 octobre 2018                                           | Nouvelle-Zélande                                          | 18-16                                                     | Test match                                                | Arrière                                                   | 0                                                         | 0                                                         | -                                                         | -                                                         |                                                           |                                                           |
| 9.                                                              | 4 novembre 2018                                           | Nouvelle-Zélande                                          | 20-14                                                     | Test match                                                | Arrière                                                   | 0                                                         | 0                                                         | -                                                         | -                                                         |                                                           |                                                           |
| 10.                                                             | 11 novembre 2018                                          | Nouvelle-Zélande                                          | 0-34                                                      | Test match                                                | Arrière                                                   | 0                                                         | 0                                                         | -                                                         | -                                                         |                                                           |                                                           |
| Matchs internationaux de Jonathan Lomax avec la Grande-Bretagne |                                                           |                                                           |                                                           |                                                           |                                                           |                                                           |                                                           |                                                           |                                                           |                                                           |                                                           |
|                                                                 | Date                                                      | Adversaire                                                | Résultat                                                  | Compétition                                               | Poste                                                     | Points                                                    | Essais                                                    | Pen.                                                      | Drops                                                     |                                                           |                                                           |
| 1.                                                              | 26 octobre 2019                                           | Tonga                                                     | 6-14                                                      | Amical                                                    | Remplaçant                                                | 0                                                         | 0                                                         | -                                                         | -                                                         |                                                           |                                                           |
| 2.                                                              | 2 novembre 2019                                           | Nouvelle-Zélande                                          | 8-12                                                      | Amical                                                    | Arrière                                                   | 0                                                         | 0                                                         | -                                                         | -                                                         |                                                           |                                                           |
| 3.                                                              | 9 novembre 2019                                           | Nouvelle-Zélande                                          | 8-23                                                      | Amical                                                    | Arrière                                                   | 0                                                         | 0                                                         | -                                                         | -                                                         |                                                           |                                                           |
| 4.                                                              | 16 novembre 2019                                          | Papouas.-Nlle-Guinée                                      | 10-28                                                     | Amical                                                    | Arrière                                                   | 0                                                         | 0                                                         | -                                                         | -                                                         |                                                           |                                                           |